# Olustee (Oklahoma)
Olustee es un pueblo ubicado en el condado de Jackson en el estado estadounidense de Oklahoma. En el año 2010 tenía una población de 607 habitantes y una densidad poblacional de 289,05 personas por km².

## Geografía
Olustee se encuentra ubicado en las coordenadas 34°32′49″N 99°25′23″O / 34.54694, -99.42306 (34.546999, -99.423166).

## Demografía
Según la Oficina del Censo en 2000 los ingresos medios por hogar en la localidad eran de $25,125 y los ingresos medios por familia eran $28,375. Los hombres tenían unos ingresos medios de $24,500 frente a los $20,893 para las mujeres. La renta per cápita para la localidad era de $10,189. Alrededor del 24.7% de la población estaban por debajo del umbral de pobreza.